# Liste von Burgen, Schlössern und Festungen im Département Haute-Savoie
Die Liste von Burgen, Schlössern und Festungen im Département Haute-Savoie listet bestehende und abgegangene Anlagen im Département Haute-Savoie auf. Das Département zählt zur Region Auvergne-Rhône-Alpes in Frankreich.

Wappen des Départements Haute-Savoie (74)
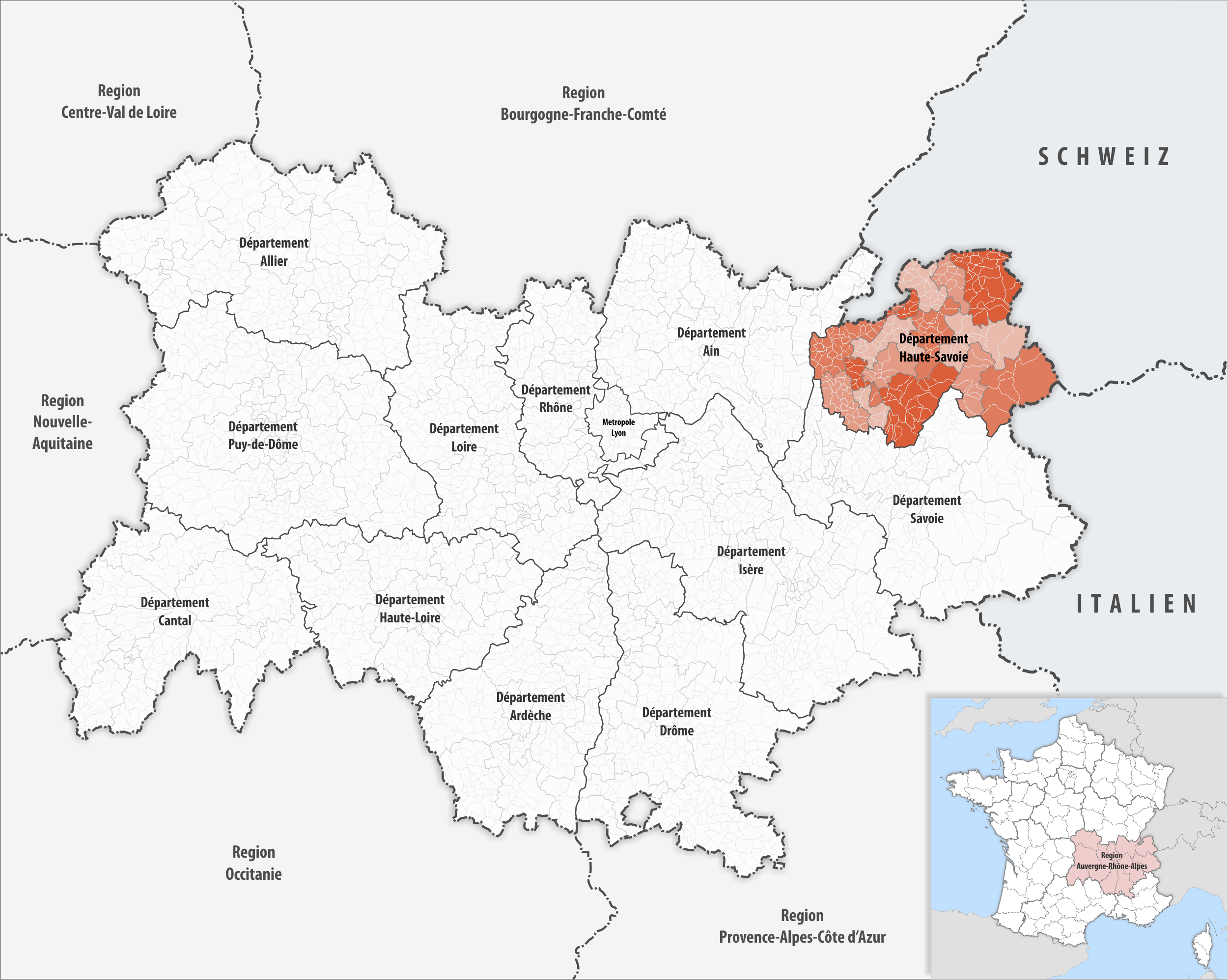
Lage des Départements Haute-Savoie in der Region Auvergne-Rhône-Alpes
Lage der Region Auvergne-Rhône-Alpes in Frankreich

## Liste
Bestand am 20. November 2022: 277
| Name deu / fra                                                                 | Gemeinde / Lage                                    | Typ (Untertyp)        | Bemerkungen | Bild |
| ------------------------------------------------------------------------------ | -------------------------------------------------- | --------------------- | --- | ---- |
| Turm Alby-sur-Chéran Le Donjon                                                 | Alby-sur-Chéran 45,81861° N, 6,01981° O            | Burg (Donjon)         | |      |
| Burg Aléry Château d'Aléry                                                     | Cran-Gevrier 45,9° N, 6,105833° O                  | Burg (Festes Haus)    | |      |
| Burg Alex Château d'Alex                                                       | Alex 45,889722° N, 6,240556° O                     | Burg                  | |      |
| Festes Haus Allaman Maison forte d'Allaman                                     | Lugrin                                             | Schloss (Festes Haus) | |      |
| Festes Haus Allaudon Maison forte de Allaudon                                  | Quintal                                            | Burg (Festes Haus)    | |      |
| Alte Burg Allinges Château-Vieux d'Allinges                                    | Allinges 46,3325° N, 6,466944° O                   | Burg                  | Ruine |      |
| Neue Burg Allinges Château-Neuf d'Allinges                                     | Allinges 46,330556° N, 6,463889° O                 | Burg                  | |      |
| Burg Annecy Château d'Annecy                                                   | Annecy 45,8975° N, 6,126389° O                     | Burg                  | Heute ein Museum |      |
| Fort L’Annonciade Fort de l'Annonciade                                         | Sales                                              | Festung (Fort)        | |      |
| Burg Arbusigny Châtelard d'Arbusigny (la Tour et le Châtelard)                 | Pers-Jussy                                         | Burg                  | Ruine |      |
| Burg Arcine Château d'Arcine                                                   | Clarafond-Arcine 46,085333° N, 5,900944° O         | Burg (Festes Haus)    | |      |
| Burg Arcine Château d'Arcine (Château de Rumilly-sous-Cornillon)               | Saint-Pierre-en-Faucigny 46,060556° N, 6,373056° O | Burg                  | |      |
| Schloss Arenthon Château d'Arenthon                                            | Arenthon 46,104054° N, 6,332319° O                 | Schloss               | |      |
| Schloss Les Avenières Château des Avenières                                    | Cruseilles                                         | Schloss               | |      |
| Burg Avully Château d'Avully                                                   | Brenthonne 46,271757° N, 6,400339° O               | Burg                  | |      |
| Burg La Balme Château de la Balme (La Balme de Cossengy, Cosengier, Cosingier) | La Balme-de-Sillingy                               | Burg                  | Abgegangen |      |
| Schloss La Balme-de-Thuy Château de La Balme-de-Thuy                           | La Balme-de-Thuy                                   | Schloss               | |      |
| Schloss Balmes Château de Balmes                                               | Sales                                              | Schloss               | |      |
| Schloss Barbey Château de Barbey                                               | Mieussy 46,138889° N, 6,525556° O                  | Schloss               | |      |
| Burg Le Barrioz Château du Barrioz                                             | Argonay 45,945566° N, 6,136379° O                  | Burg                  | |      |
| Schloss Bassy Château de Bassy                                                 | Bassy 45,981363° N, 5,830211° O                    | Schloss               | |      |
| Schloss Bastian Château Bastian                                                | Frangy                                             | Schloss               | |      |
| Schloss La Bâtie-Dardel Château de La Bâtie-Dardel (Château d'Arthaz)          | Arthaz-Pont-Notre-Dame                             | Schloss               | |      |
| Burg Baudry Château de Baudry                                                  | Arthaz-Pont-Notre-Dame 46,158451° N, 6,284761° O   | Burg                  | |      |
| Burg Beaumont Château de Beaumont (Château de Menthon)                         | Beaumont                                           | Burg                  | |      |
| Burg Beauregard Château de Beauregard                                          | Chens-sur-Léman 46,328807° N, 6,263399° O          | Burg                  | |      |
| Burg Beauregard Château de Beauregard                                          | Saint-Jeoire 46,140147° N, 6,455755° O             | Burg                  | |      |
| Schloss Beccon Château de Beccon                                               | Cruseilles                                         | Schloss               | |      |
| Schloss Bel-Air Ferme de Bel-Air                                               | Frangy                                             | Schloss (Gutshof)     | |      |
| Festes Haus Bel-Air Maison forte de Bel-Air                                    | Marigny-Saint-Marcel                               | Burg (Festes Haus)    | |      |
| Festes Haus Bellecombe Maison forte de Bellecombe                              | Reignier-Ésery 46,13304° N, 6,311739° O            | Burg (Festes Haus)    | |      |
| Türme Bellegarde Tours de Bellegarde                                           | Magland                                            | Burg (Turm)           | |      |
| Schloss Bellegarde Château de Bellegarde                                       | Sallanches                                         | Schloss               | |      |
| Schloss Bellegarde Château de Bellegarde                                       | Thonon-les-Bains                                   | Schloss               | |      |
| Burg Béné-Ruphy Château de Béné-Ruphy                                          | Saint-Jeoire                                       | Burg                  | |      |
| Festes Haus Bevy Maison forte de Bevy                                          | Crempigny-Bonneguête                               | Burg (Festes Haus)    | |      |
| Herrenhaus Blain Maison Blain                                                  | Doussard 45,787597° N, 6,233641° O                 | Schloss (Herrenhaus)  | |      |
| Burg Blonay Château de Blonay                                                  | Lugrin                                             | Burg                  | |      |
| Schloss Blonay Château de Blonay                                               | Publier                                            | Schloss               | |      |
| Burg Blonay Château de Blonay                                                  | Saint-Paul-en-Chablais                             | Burg                  | |      |
| Burg Boisy Château de Boisy                                                    | Ballaison 46,299858° N, 6,345195° O                | Burg                  | |      |
| Burg Boisy Château de Boisy                                                    | Groisy                                             | Burg                  | |      |
| Burg Bonatray Château de Bonatray                                              | Villaz                                             | Burg                  | |      |
| Burg Bonne Château de Bonne                                                    | Bonne                                              | Burg                  | |      |
| Burg Bonneville Château de Bonneville                                          | Bonneville 46,07899° N, 6,408222° O                | Burg                  | |      |
| Schloss Boringe Château de Boringe                                             | Reignier-Ésery                                     | Schloss               | |      |
| Schloss Bottelier Château de Bottelier                                         | Servoz                                             | Schloss               | |      |
| Festes Haus Bougé Maison forte de Bougé                                        | Fillinges                                          | Burg (Festes Haus)    | |      |
| Burg Brens Château de Brens                                                    | Bons-en-Chablais                                   | Burg                  | |      |
| Schloss Buffavent Château de Buffavent                                         | Lully 46,288056° N, 6,406667° O                    | Schloss (Herrenhaus)  | |      |
| Burg Le Cengle Château du Cengle                                               | Allèves 45,740917° N, 6,10325° O                   | Burg                  | Abgegangen |      |
| Burg Cernex Château de Cernex                                                  | Cernex                                             | Burg                  | |      |
| Schloss Cevins Château de Cevins                                               | Pers-Jussy                                         | Schloss               | |      |
| Burg La Chapelle-Marin Château de La Chapelle-Marin                            | Marin                                              | Burg                  | Abgegangen |      |
| Herrenhaus Chapuis Manoir Chapuis                                              | Douvaine 46,305924° N, 6,298067° O                 | Schloss (Herrenhaus)  | |      |
| Festes Haus Charansonnay Maison forte de Charansonnay                          | Massingy 45,820333° N, 5,93025° O                  | Burg (Festes Haus)    | |      |
| Burg La Charniaz Château de la Charniaz                                        | Bonne                                              | Burg                  | |      |
| Schloss Charousse Château de Charousse                                         | Passy                                              | Schloss               | |      |
| Burg Châteauvieux Château de Châteauvieux                                      | Alby-sur-Chéran                                    | Burg                  | |      |
| Burg Châteauvieux Château de Châteauvieux                                      | Duingt 45,828888° N, 6,203333° O                   | Burg                  | |      |
| Burg Châteauvieux Château de Châteauvieux                                      | Seynod 45,871111° N, 6,087222° O                   | Burg                  | |      |
| Burg Châtel Château de Châtel                                                  | Usinens                                            | Burg                  | |      |
| Burg Le Châtelard de Feigères Château du Châtelard de Feigères                 | Feigères                                           | Burg                  | Ruine |      |
| Burg Le Châtelard-en-Semine Château du Châtelard-en-Semine                     | Franclens                                          | Burg                  | Ruine |      |
| Festes Haus Chatillon Maison forte de Chatillon                                | Lugrin                                             | Burg (Festes Haus)    | |      |
| Burg Châtillon-sur-Cluses Château de Châtillon-sur-Cluses                      | Châtillon-sur-Cluses 46,084444° N, 6,583056° O     | Burg                  | |      |
| Burg Chaumont Château de Chaumont                                              | Chaumont 46,03339° N, 5,95794° O                   | Burg                  | Ruine |      |
| Burg Chavaroche Château de Chavaroche                                          | Chavanod                                           | Burg                  | Ruine |      |
| Festes Haus Chillaz Maison forte de Chillaz                                    | Fillinges                                          | Burg (Festes Haus)    | |      |
| Festes Haus Chilly Maison forte de Chilly                                      | Douvaine                                           | Burg (Festes Haus)    | |      |
| Burg Chitry Château de Chitry                                                  | Vallières-sur-Fier                                 | Burg                  | |      |
| Burg Choisy Château de Choisy                                                  | Choisy 45,988194° N, 6,047278° O                   | Burg                  | |      |
| Festes Haus Chounaz Maison forte de Chounaz                                    | Saint-Jeoire                                       | Burg (Festes Haus)    | |      |
| Festes Haus Chuet Château de Chuet (Chouet, Chuit, Chuyt)                      | Saint-Pierre-en-Faucigny                           | Burg                  | |      |
| Schloss Clermont Château de Clermont                                           | Clermont 45,9729° N, 5,90856° O                    | Schloss               | |      |
| Schloss Cohendier Château de Cohendier (Château des Tattes)                    | Saint-Pierre-en-Faucigny                           | Schloss               | |      |
| Burg Collonges Château de Collonges                                            | Frangy                                             | Burg                  | |      |
| Schloss Les Colombières Château des Colombières                                | Saint-Jeoire                                       | Schloss (Herrenhaus)  | |      |
| Festes Haus Compey-Lucinge Maison forte de Compey-Lucinge                      | Féternes                                           | Burg (Festes Haus)    | |      |
| Burg Clermont Château vieux de Clermont (Château comtal de Clermont)           | Clermont 45,974° N, 5,90935° O                     | Burg                  | |      |
| Burg La Comtesse Château de la Comtesse                                        | Saint-Gervais-les-Bains                            | Burg                  | |      |
| Schloss Conzié Château de Conzié                                               | Bloye 45,827333° N, 5,944056° O                    | Schloss               | |      |
| Burg Cormand Château de Cormand                                                | Bonneville                                         | Burg                  | |      |
| Burg Cormand Château de Cormand                                                | Saint-Jeoire                                       | Burg                  | |      |
| Burg Cornillon Château de Cornillon                                            | Saint-Laurent                                      | Burg                  | Ruine |      |
| Schloss Coudrée Château de Coudrée                                             | Sciez                                              | Schloss               | |      |
| Schloss La Cour Château de la Cour                                             | Annecy-le-Vieux 45,922671° N, 6,142143° O          | Schloss               | |      |
| Burg La Cour Château de la Cour                                                | Lornay 45,916389° N, 5,905° O                      | Burg                  | Ruine |      |
| Festes Haus Couty Maison forte de Couty                                        | Sales                                              | Burg (Festes Haus)    | |      |
| Festes Haus Couvette Maison forte de Couvette                                  | Fillinges                                          | Burg (Festes Haus)    | |      |
| Burg Le Crédoz Châtelet du Crédoz                                              | Cornier 46,10361° N, 6,30139° O                    | Burg                  | Ruine |      |
| Schloss Crempigny Château de Crempigny                                         | Crempigny-Bonneguête                               | Schloss               | |      |
| Burg La Crête Château de la Crête                                              | Thyez                                              | Burg                  | |      |
| Schloss Crête Château de Crête                                                 | Versonnex 45,932396° N, 5,913958° O                | Schloss               | |      |
| Burg La Croix Château de la Croix                                              | Chavanod                                           | Burg                  | |      |
| Schloss La Croix Château de la Croix                                           | Scionzier 46,060397° N, 6,552013° O                | Schloss               | |      |
| Burg Cruseilles Château de Cruseilles                                          | Cruseilles                                         | Burg                  | Ruine |      |
| Festes Haus Cursinges Maison forte de Cursinges                                | Draillant 46,296111° N, 6,455278° O                | Burg (Festes Haus)    | |      |
| Burg Cusy Château de Cusy                                                      | Cusy                                               | Burg                  | Abgegangen |      |
| Festes Haus Dalmaz Maison forte de Dalmaz                                      | La Balme-de-Sillingy 45,968505° N, 6,044463° O     | Burg (Festes Haus)    | |      |
| Festes Haus Dingy Maison forte de Dingy                                        | Passy                                              | Burg (Festes Haus)    | |      |
| Schloss Disonche Château de Disonche                                           | Sallanches                                         | Schloss               | |      |
| Burg Disonche Château de Disonche                                              | Villaz                                             | Burg                  | |      |
| Turm Demi-Quartier La Tour de Demi-Quartier                                    | Megève                                             | Burg (Turm)           | |      |
| Turm Le Draillant Tour du Draillant                                            | Perrignier 46,304955° N, 6,456935° O               | Burg (Turm)           | |      |
| Burg Duingt Château de Duingt                                                  | Duingt 45,82874° N, 6,20581° O                     | Burg                  | Ruine |      |
| Burg L’Échelle Château de l'Échelle                                            | La Roche-sur-Foron 46,066944° N, 6,314444° O       | Burg                  | |      |
| Burg Ésery Château d'Ésery                                                     | Reignier-Ésery                                     | Burg                  | |      |
| Burg Étrembières Château d'Étrembières                                         | Étrembières 46,177278° N, 6,228806° O              | Burg                  | |      |
| Festes Haus Faramaz Maison forte de Faramaz                                    | Marcellaz-Albanais                                 | Burg (Festes Haus)    | |      |
| Festes Haus Faramaz Maison forte de Faramaz                                    | Sales                                              | Burg (Festes Haus)    | |      |
| Burg Faramaz Château de Faramaz                                                | Vulbens                                            | Burg                  | |      |
| Burg Faucigny Château de Faucigny                                              | Faucigny 46,116086° N, 6,357961° O                 | Burg                  | |      |
| Burg Faverges Château de Faverges                                              | Faverges-Seythenex 45,745556° N, 6,2975° O         | Burg                  | |      |
| Festes Haus Fésigny Maison forte de Fésigny                                    | Cusy                                               | Burg (Festes Haus)    | |      |
| Burg Fésigny Château de Fésigny                                                | Veyrier-du-Lac 45,884769° N, 6,179063° O           | Burg                  | |      |
| Burg Féternes Château de Féternes                                              | Féternes                                           | Burg                  | Ruine |      |
| Festes Haus Fillinges Maison forte de Fillinges                                | Fillinges                                          | Burg (Festes Haus)    | |      |
| Festes Haus Fortis Maison forte de Fortis                                      | Sales                                              | Burg (Festes Haus)    | |      |
| Schloss La Frasse Château de la Frasse                                         | Sallanches                                         | Schloss               | |      |
| Herrenhaus Les Freney-de-Monarque Maison des Freney-de-Monarque                | Sallanches                                         | Burg (Herrenhaus)     | |      |
| Burg Gaillard Château de Gaillard                                              | Gaillard                                           | Burg                  | Abgegangen |      |
| Festes Haus Germonex Maison forte de Germonex                                  | Sales                                              | Burg (Festes Haus)    | |      |
| Turm Gex Tour de Gex                                                           | Sallanches                                         | Burg (Turm)           | |      |
| Burg Giez Château de Giez (Château de Gye)                                     | Giez 45,7514° N, 6,2461° O                         | Burg                  | |      |
| Burg Grailly Château de Grailly                                                | Ville-la-Grand                                     | Burg                  | |      |
| Burg Gruffy Château de Gruffy                                                  | Gruffy                                             | Burg                  | |      |
| Burg Les Guillet-Monthoux Château des Guillet-Monthoux                         | Thonon-les-Bains 46,372334° N, 6,480131° O         | Burg                  | |      |
| Schloss Habère-Lullin Château d'Habère-Lullin                                  | Habère-Lullin                                      | Schloss               | Zerstört nach einem Brand im Jahr 1943 |      |
| Burg Hautetour Château de Hautetour                                            | Saint-Gervais-les-Bains                            | Burg                  | |      |
| Schloss Hauteville Château d'Hauteville                                        | Hauteville-sur-Fier                                | Schloss               | |      |
| Burg Héré Château d'Héré                                                       | Duingt 45,82373° N, 6,197683° O                    | Burg                  | |      |
| Herrenhaus und Schloss Humilly Manoir et château de Humilly                    | Viry                                               | Schloss (Herrenhaus)  | |      |
| Burg L’Isle Palais de l'Isle                                                   | Annecy 45,898611° N, 6,1275° O                     | Burg                  | Heute ein Museum |      |
| Burg Jarsagne Château de Jarsagne                                              | Frangy                                             | Burg                  | |      |
| Herrenhaus Jouvernex Manoir de Jouvernex                                       | Margencel                                          | Schloss (Herrenhaus)  | |      |
| Burg Langin Château de Langin                                                  | Bons-en-Chablais 46,253528° N, 6,343556° O         | Burg                  | |      |
| Burg Langin Château de Langin                                                  | Saint-Cergues                                      | Burg                  | |      |
| Burg Larringes Château de Larringes                                            | Larringes 46,374444° N, 6,574444° O                | Burg                  | |      |
| Schloss Lathuile Château de Lathuile                                           | Lathuile 45,781944° N, 6,201944° O                 | Schloss               | |      |
| Festes Haus Lathuile Maison forte de Lathuile                                  | Lathuile                                           | Burg (Festes Haus)    | |      |
| Festes Haus Loche Maison forte de Loche                                        | Magland 46,021111° N, 6,620833° O                  | Burg (Festes Haus)    | |      |
| Festes Haus Loëx Maison forte de Loëx                                          | Bonne 46,165833° N, 6,306389° O                    | Burg (Festes Haus)    | |      |
| Burg Lornay Château de Lornay                                                  | Lornay 45,916389° N, 5,905° O                      | Burg                  | |      |
| Burg Lucinges Château de Lucinges                                              | Lucinges                                           | Burg                  | |      |
| Festes Haus Lupigny Maison forte de Lupigny                                    | Boussy                                             | Burg (Festes Haus)    | |      |
| Burg Maclamod Château de Maclamod                                              | Chavanod                                           | Burg                  | |      |
| Schloss Magny Château de Magny                                                 | Reignier-Ésery                                     | Schloss               | |      |
| Burg Malbuisson Château de Malbuisson                                          | Copponex                                           | Burg                  | |      |
| Festes Haus Marclaz Maison forte de Marclaz                                    | Thonon-les-Bains 46,356306° N, 6,447111° O         | Burg (Festes Haus)    | |      |
| Burg Marcossey Château de Marcossey                                            | Viuz-en-Sallaz                                     | Burg (Festes Haus)    | |      |
| Festes Haus Marlioz Maison forte de Marlioz                                    | Boussy                                             | Burg (Festes Haus)    | |      |
| Schloss Maugny Château de Maugny                                               | Draillant 46,311342° N, 6,478414° O                | Schloss               | |      |
| Turm Maugny Tour de Maugny                                                     | Thollon-les-Mémises 46,389667° N, 6,699444° O      | Burg (Turm)           | Abgegangen |      |
| Schloss Maxilly Château de Maxilly                                             | Maxilly-sur-Léman                                  | Schloss               | |      |
| Burg Menthon-Saint-Bernard Château de Menthon-Saint-Bernard                    | Menthon-Saint-Bernard 45,863896° N, 6,203823° O    | Burg                  | |      |
| Burg Metz Château de Metz (Château de Mez)                                     | Epagny Metz-Tessy                                  | Burg                  | |      |
| Schloss Meyrens Château de Meyrens                                             | Reignier-Ésery                                     | Burg                  | |      |
| Burg Mieudry Château de Mieudry                                                | Boussy                                             | Schloss               | |      |
| Festes Haus Mionnaz Maison forte de Mionnaz                                    | Menthonnex-sous-Clermont 45,94375° N, 5,92775° O   | Burg (Festes Haus)    | |      |
| Festes Haus Mollard Maison forte de Mollard                                    | Sales                                              | Burg (Festes Haus)    | |      |
| Schloss Monnetier Château de Monnetier                                         | Monnetier-Mornex                                   | Schloss               | |      |
| Burg Mons Tours de Mons                                                        | Vanzy 46,027778° N, 5,887778° O                    | Burg (Türme)          | |      |
| Schloss Montagny Château de Montagny                                           | Sallanches                                         | Schloss               | |      |
| Schloss Montanier Château de Montanier                                         | Samoëns                                            | Schloss               | |      |
| Burg Montconon Château de Montconon                                            | Alby-sur-Chéran 45,806829° N, 6,017764° O          | Burg                  | |      |
| Burg Montdésir Château de Montdésir                                            | Alby-sur-Chéran                                    | Burg                  | |      |
| Burg Montfort Château de Montfort                                              | Archamps                                           | Burg                  | |      |
| Burg Monthoux Château de Monthoux                                              | Pringy                                             | Burg                  | |      |
| Burg Monthoux Château de Monthoux                                              | Vétraz-Monthoux                                    | Burg                  | An der Stelle der Burg steht heute eine Kapelle |      |
| Schloss Montjoie Château de Montjoie                                           | Les Contamines-Montjoie                            | Schloss               | |      |
| Schloss Montjoux Château de Montjoux                                           | Thonon-les-Bains                                   | Schloss               | |      |
| Burg Montpon Château de Montpon                                                | Alby-sur-Chéran 45,820278° N, 6,021944° O          | Burg                  | |      |
| Burg Montrosset Château de Montrosset                                          | Sallanches                                         | Burg                  | |      |
| Burg Montrottier Château de Montrottier                                        | Lovagny 45,898611° N, 6,038889° O                  | Burg                  | Mitte des 13. Jahrhunderts, später lange Zeit im Besitz der Grafen Menthon-Montrottier, im 19. und 20. Jahrhundert. In Formen des Historismus und mit festungsartigem Bollwerk um- und ausgebaut. |      |
| Burg Montvuagnard Château de Montvuagnard                                      | Alby-sur-Chéran 45,82743° N, 6,0047° O             | Burg                  | |      |
| Burg Morgenex Château de Morgenex                                              | Vallières-sur-Fier                                 | Burg (Festes Haus)    | |      |
| Schloss Mornex Château de Mornex                                               | Monnetier-Mornex                                   | Schloss               | |      |
| Schloss La Motte Château de la Motte                                           | Ayse                                               | Schloss               | |      |
| Schloss Moulinsard Château de Moulinsard                                       | Viry 46,112979° N, 6,038544° O                     | Schloss               | |      |
| Schloss Mussel Château de Mussel                                               | Scionzier                                          | Schloss (Herrenhaus)  | Ruine |      |
| Turm Naz Tour de Naz                                                           | Gaillard                                           | Burg (Turm)           | |      |
| Burg Le Noiret Château du Noiret                                               | Saint-Jorioz                                       | Burg                  | |      |
| Burg Novel Château de Novel                                                    | Annecy 45,918333° N, 6,135° O                      | Burg                  | |      |
| Festes Haus Novéry Maison forte de Novéry                                      | Minzier 46,057972° N, 5,983278° O                  | Burg (Festes Haus)    | |      |
| Schloss L’Oblaz Château de l'Oblaz                                             | Chaumont                                           | Schloss               | |      |
| Schloss Ogny Châteaux d'Ogny                                                   | Saint-Julien-en-Genevois                           | Schloss               | |      |
| Burg Orlier Château d'Orlier                                                   | Seynod 45,831708° N, 6,059352° O                   | Burg                  | |      |
| Schloss Ornex Château d'Ornex                                                  | Pers-Jussy                                         | Schloss               | |      |
| Burg Les Paquelet de Moyron Château des Paquelet de Moyron                     | Villaz                                             | Burg                  | |      |
| Burg Periaz Château de Periaz                                                  | Seynod                                             | Burg                  | |      |
| Burg La Pesse Château de la Pesse                                              | Annecy-le-Vieux 45,917453° N, 6,156157° O          | Burg                  | |      |
| Turm Le Petit Grézy Tour du Petit Grézy                                        | Lovagny                                            | Burg (Turm)           | |      |
| Schloss Pierre Château de Pierre                                               | Nangy                                              | Schloss               | |      |
| Burg Pierrecharve Château de Pierrecharve                                      | Mûres 45,80917° N, 6,025° O                        | Burg                  | |      |
| Schloss Pieuillet Château de Pieuillet                                         | Marcellaz-Albanais                                 | Schloss               | |      |
| Schloss Polinge Château de Polinge                                             | Reignier-Ésery                                     | Schloss               | |      |
| Festes Haus Pontverre Maison forte de Pontverre                                | Cruseilles                                         | Burg (Festes Haus)    | |      |
| Schloss Pontverre Château de Pontverre                                         | Lovagny                                            | Schloss               | |      |
| Schloss Pormoray Château de Pormoray                                           | Sallanches                                         | Schloss               | |      |
| Burg Pressy Château de Pressy                                                  | Bonneville                                         | Burg                  | |      |
| Burg Promery Château de Promery                                                | Pringy 45,954603° N, 6,113494° O                   | Burg                  | |      |
| Schloss Quintal Château de Quintal                                             | Quintal                                            | Schloss               | |      |
| Festes Haus Raclaz Maison forte de Raclaz                                      | Dingy-en-Vuache                                    | Burg (Festes Haus)    | |      |
| Festes Haus La Ravoire Maison forte de La Ravoire                              | Saint-Jeoire                                       | Burg (Festes Haus)    | |      |
| Schloss La Rebatière Château de La Rebatière                                   | Franclens                                          | Schloss               | |      |
| Burg Riddes Château de Riddes                                                  | Thyez                                              | Burg                  | |      |
| Schloss Ripaille Château de Ripaille                                           | Thonon-les-Bains 46,388056° N, 6,486667° O         | Schloss               | Zeitweise Kartäuserkloster |      |
| Burg Rives Château de Rives                                                    | Thonon-les-Bains 46,388056° N, 6,486667° O         | Burg                  | |      |
| Burg La Roche-sur-Foron Château de La Roche-sur-Foron                          | La Roche-sur-Foron 46,065833° N, 6,315278° O       | Burg                  | |      |
| Burg Rochefort Château de Rochefort                                            | Boëge                                              | Burg                  | Ruine |      |
| Schloss Les Roches Château des Roches                                          | Bonneville                                         | Schloss               | |      |
| Burg La Rochette Château de la Rochette                                        | Lully 46,290958° N, 6,426727° O                    | Burg                  | |      |
| Festes Haus Rogles Maison forte de Rogles                                      | Marcellaz-Albanais                                 | Burg (Festes Haus)    | |      |
| Burg Rossy Château de Rossy                                                    | Choisy                                             | Burg                  | |      |
| Burg Rovorée Château de Rovorée                                                | Excenevex                                          | Burg                  | |      |
| Schloss Les Rubins Château des Rubins                                          | Sallanches                                         | Schloss               | |      |
| Burg Rumilly Château de Rumilly                                                | Rumilly                                            | Burg                  | |      |
| Burg Sacconay Château de Sacconay                                              | Reignier-Ésery                                     | Burg                  | |      |
| Burg Saillon Château de Saillon                                                | Lovagny                                            | Burg                  | Ruine |      |
| Burg Saint-Eustache Bâtie-Saint-Eustache (Tour du Châteauvieux)                | Saint-Eustache                                     | Burg (Turm)           | Fundamente eines zylindrischen Turms aus dem 12. Jahrhundert |      |
| Burg Saint-Gervais-les-Bains Site castral de Saint-Gervais-les-Bains           | Saint-Gervais-les-Bains 45,891942° N, 6,706338° O  | Burg                  | Ruine |      |
| Burg Saint-Jeoire Château de Saint-Jeoire                                      | Saint-Jeoire                                       | Burg                  | |      |
| Turm Saint-Jeoire Tour de Saint-Jeoire                                         | Servoz                                             | Burg (Turm)           | |      |
| Burg Saint-Marcel Château de Saint-Marcel                                      | Marigny-Saint-Marcel                               | Burg                  | |      |
| Burg Saint-Michel-du-Lac Château de Saint-Michel-du-Lac                        | Les Houches                                        | Burg                  | Ruine |      |
| Schloss Saint-Ornex Château de Saint-Ornex                                     | Copponex                                           | Schloss               | |      |
| Burg Saint-Paul Château de Saint-Paul                                          | Saint-Paul-en-Chablais                             | Burg                  | |      |
| Burg Saint-Sixt Château de Saint-Sixt                                          | Saint-Sixt                                         | Burg                  | |      |
| Burg Le Saix Château du Saix                                                   | La Roche-sur-Foron 46,066944° N, 6,314444° O       | Burg                  | |      |
| Schloss Salagine Château de Salagine                                           | Bloye                                              | Schloss               | |      |
| Burg Sales Château de Sales                                                    | Fillière 45,9944° N, 6,2584° O                     | Burg                  | |      |
| Schloss Sallanches Château de Sallanches                                       | Cordon 45,93286° N, 6,6238° O                      | Schloss               | |      |
| Burg Sallenôves Château de Sallenôves                                          | Marlioz 46,011111° N, 5,995833° O                  | Burg                  | |      |
| Festes Haus La Sauffaz Maison forte de La Sauffaz                              | Saint-Félix 45,818333° N, 5,977778° O              | Burg (Festes Haus)    | |      |
| Turm Sauterens Tour de Sauterens (Tour chez Bouvard)                           | Saint-Pierre-en-Faucigny                           | Burg (Turm)           | |      |
| Burg Savigny Château de Savigny                                                | Savigny                                            | Burg                  | Ruine |      |
| Schloss Sciez Château de Sciez                                                 | Sciez                                              | Schloss               | |      |
| Turm Servoz Tour de Servoz                                                     | Sallanches                                         | Burg (Turm)           | |      |
| Schloss Soirié Château de Soirié                                               | Groisy                                             | Schloss               | |      |
| Burg Songy Château de Songy                                                    | Saint-Sylvestre                                    | Burg                  | |      |
| Burg Sonnaz Château de Sonnaz                                                  | Thonon-les-Bains                                   | Burg                  | |      |
| Burg Le Sougey Château du Sougey                                               | Arbusigny 46,083747° N, 6,224856° O                | Schloss               | |      |
| Burg Symond Château de Symond                                                  | Étrembières                                        | Burg                  | |      |
| Burg Syrier Château de Syrier                                                  | Reignier-Ésery                                     | Burg                  | |      |
| Burg Ternier Châteaux de Ternier                                               | Saint-Julien-en-Genevois                           | Burg (Motte)          | |      |
| Burg Les Terreaux Château des Terreaux                                         | Étrembières                                        | Burg                  | |      |
| Schloss Thénières Château de Thénières                                         | Ballaison 46,303505° N, 6,325861° O                | Schloss               | |      |
| Schloss Thiollaz Château de Thiollaz                                           | Chaumont                                           | Schloss               | |      |
| Festes Haus Thoire Maison forte de Thoire                                      | Magland                                            | Burg (Festes Haus)    | |      |
| Schloss Thonon Château de Thonon                                               | Thonon-les-Bains                                   | Schloss               | |      |
| Schloss Thorens Château de Thorens                                             | Fillière 45,993611° N, 6,255556° O                 | Schloss               | |      |
| Festes Haus Thural Maison forte de Thural                                      | Magland                                            | Burg (Festes Haus)    | |      |
| Schloss Thuyset Château de Thuyset                                             | Thonon-les-Bains                                   | Schloss               | |      |
| Burg Le Thy Château du Thy                                                     | Ville-en-Sallaz                                    | Burg                  | Ruine |      |
| Burg Thyez Château de Thyez                                                    | Viuz-en-Sallaz                                     | Burg                  | |      |
| Schloss Tour de Fer Château de Tour de Fer                                     | Saint-Jeoire                                       | Schloss               | |      |
| Burg La Tour de Marignan Château de la Tour de Marignan                        | Sciez 46,323611° N, 6,368056° O                    | Burg                  | |      |
| Burg Tourronde Château de Tourronde                                            | Lugrin                                             | Burg (Festes Haus)    | |      |
| Schloss Troches Château de Troches                                             | Douvaine                                           | Schloss               | |      |
| Schloss Le Turban Château du Turban                                            | Thônes                                             | Schloss               | |      |
| Schloss Le Turchet Château du Turchet                                          | Menthonnex-en-Bornes                               | Schloss               | |      |
| Burg Turchon Château de Turchon                                                | Saint-Jeoire                                       | Burg                  | |      |
| Schloss Les Tours Château des Tours (Château Blanc)                            | Ayse 46,082138° N, 6,016439° O                     | Schloss               | |      |
| Festes Haus Vallièges Maison forte de Vallièges                                | Lugrin                                             | Burg (Festes Haus)    | |      |
| Burg Vanzy Château de Vanzy (de la Fléchère)                                   | Vanzy                                              | Burg                  | |      |
| Burg Vens Château de Vens                                                      | Seyssel 45,9376° N, 5,84613° O                     | Burg                  | |      |
| Festes Haus Vernay Maison forte en Vernay                                      | Marcellaz-Albanais                                 | Burg (Festes Haus)    | |      |
| Festes Haus Le Villard Maison forte du Villard                                 | Val de Chaise                                      | Burg (Festes Haus)    | |      |
| Burg Villard-Chabod Château de Villard-Chabod                                  | Saint-Jorioz                                       | Burg                  | |      |
| Schloss Villy Château de Villy                                                 | Contamine-sur-Arve                                 | Schloss               | |      |
| Burg Villy Château de Villy                                                    | Reignier-Ésery                                     | Burg                  | |      |
| Schloss Viry Château de Viry                                                   | Viry                                               | Schloss               | |      |
| Burg Le Vivier Château du Vivier                                               | Scientrier                                         | Burg                  | |      |
| Festes Haus Vons Maison forte de Vons                                          | Marigny-Saint-Marcel                               | Burg (Festes Haus)    | |      |
| Schloss Le Vuache Château du Vuache                                            | Vulbens                                            | Schloss               | |      |
| Burg Yvoire Château d'Yvoire                                                   | Yvoire                                             | Burg                  | |      |